# Форбс, Джеймс (художник)
Джеймс Форбс (англ. James Forbes;  8 мая 1749, Лондон, Великобритания — 1819, Ахен, Германия) — британский шотландский художник и писатель-очеркист, член Лондонского королевского общества.

## Биография

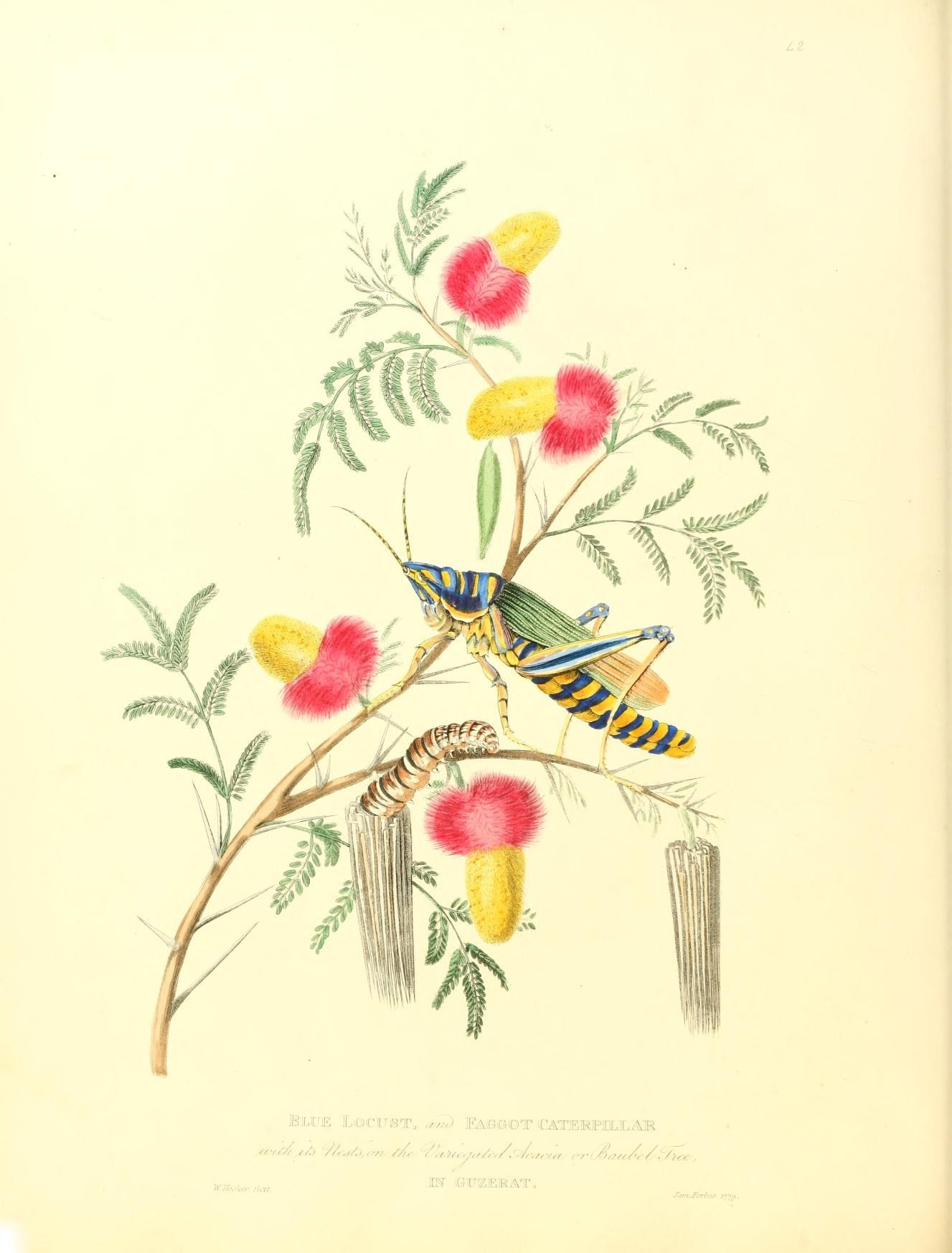
Индийские насекомые

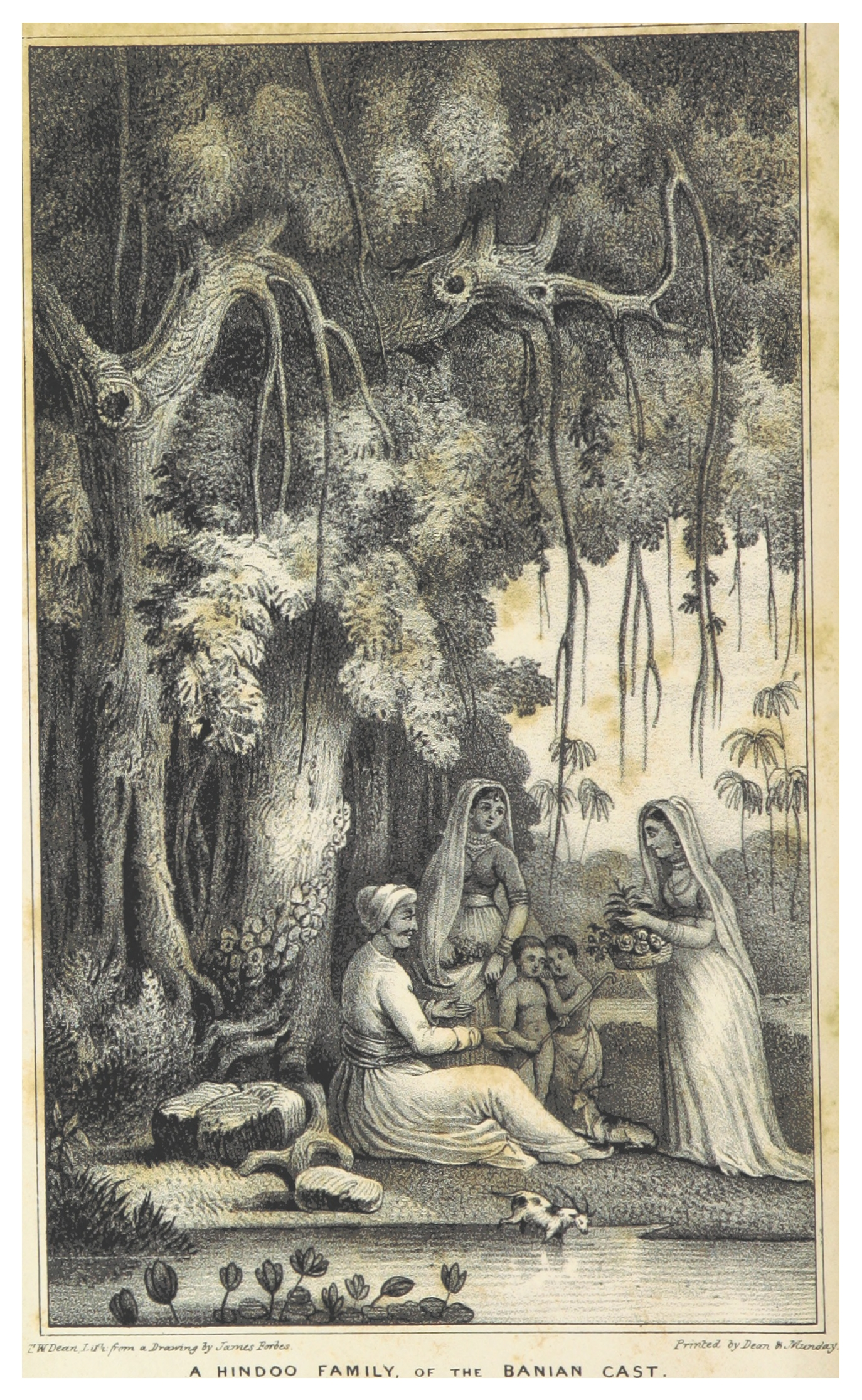
Семьи индийцев под баньяном

Форбс родился в 1749 году Лондоне в семье, переехавшей в столицу из Шотландии. В 1765 году был нанят на службу Британской Ост-Индской компанией и отправился в Индию, где оставался почти 20 лет (1765—1784). В обязанности Форбса входило создание рисунков и написание очерков об Индии. За 20 лет Форбс объехал значительную часть Индии (в частности, стал одним из первых европейцев, создавших с натуры изображение Тадж-Махала). Форбса интересовали старинные постройки, обычаи жителей, флора и фауна, история и культура. Созданные в индийский период творчества заметки, наброски и рисунки Форбса занимают более 50 000 рукописных страниц.
В 1773 году, находясь в Керале, на юго-западе Индии, Форбс создал акварельный рисунок, изображавший чёрного тигра, застреленного несколькими месяцами ранее. В дальнейшем эта акварель была утрачена, но сохранилось её сопроводительное описание, за авторством самого художника: «Я также пользуюсь возможностью продемонстрировать портрет необыкновенного тигра (...). Он был полностью чёрным, но с полосами ещё более тёмного оттенка». Это описание может быть признано научно обоснованным, так как аналогичные более чёрные пятна известны на шкурах чёрных ягуаров (по-английски они именуются «призрачными метками»). Тем не менее, хотя в существовании чёрного тигра (цветовая вариация  бенгальского тигра, подобного белому тигру) нет ничего невозможного, его реальное существование долгое время не было подтверждено.
Вернувшись в Британию достаточно состоятельным человеком, благодаря жалованию, полученному от Ост-Индской компании, Форбс женился и в дальнейшем неоднократно совершал путешествия по континентальной Европе, среди которых выделялось путешествие 1796—97 годов, в ходе которого Форбс посетил Германию, Швейцарию и Италию. В 1803—1804 годах Форбс, воспользовавшись кратким периодом мира между Великобританией и Францией, посетил последнюю. 
По мотивам этого путешествия, Форбс в 1806 году издал В Лондоне книгу «Letters from France, written in the years 1803 and 1804: including a particular account of Verdun, and the situation of the British captives in that city» («Письма из Франции, написанные в 1803 и 1804 годах, включая подробный отчет о Вердене и положении британских пленных в этом городе»; на русский язык не переводилась).
Свою старость Форбс посвятил редактированию и систематизации собственных многочисленных материалов, собранных в Индии, которые в итоге издал, снабдив многочисленными собственными иллюстрациями, под названием «The Oriental Memoirs» («Мемуары о Востоке», «Восточные письма», которые также не переводились на русский язык) в нескольких томах. Печатные работы Форбса, а также его рукописи и рисунки, до сих пор считаются ценным источником по истории и культуре Индии его времени. 
Скончался Форбс в 1819 году в Ахене, куда, вероятно, прибыл в связи с Ахенским конгрессом, завершившимся осенью предшествующего года. 
Именем Форбса в Индии назван город Форбсгандж (Форбесгандж; англ. Forbesganj) в округе Арария штата Бихар с населением около 50 000 человек. В городе до сих пор сохранился дом, где в своё время проживал художник.

## Работы Форбса, выполненные в Индии

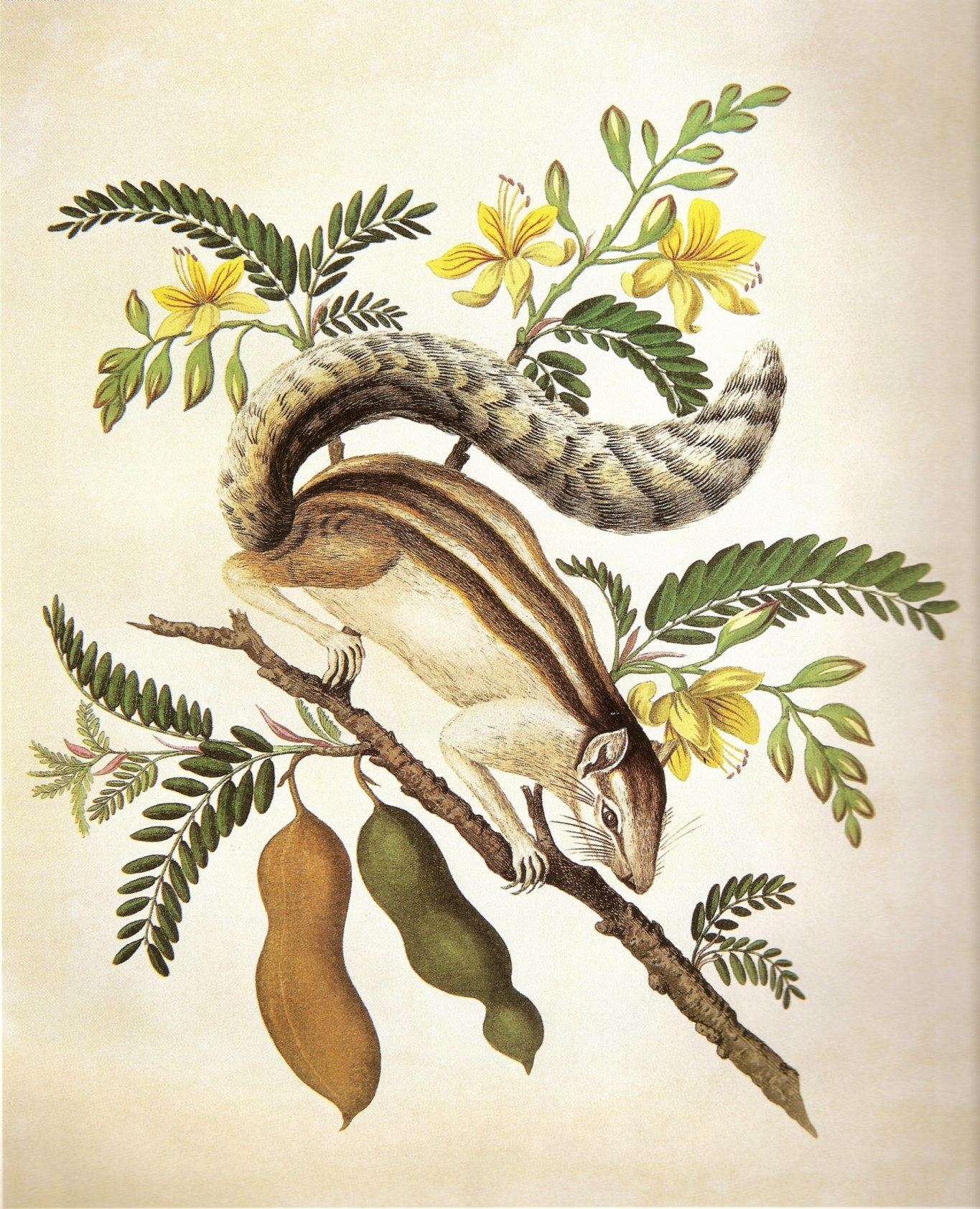
Пальмовая белка на тамариндовом дереве
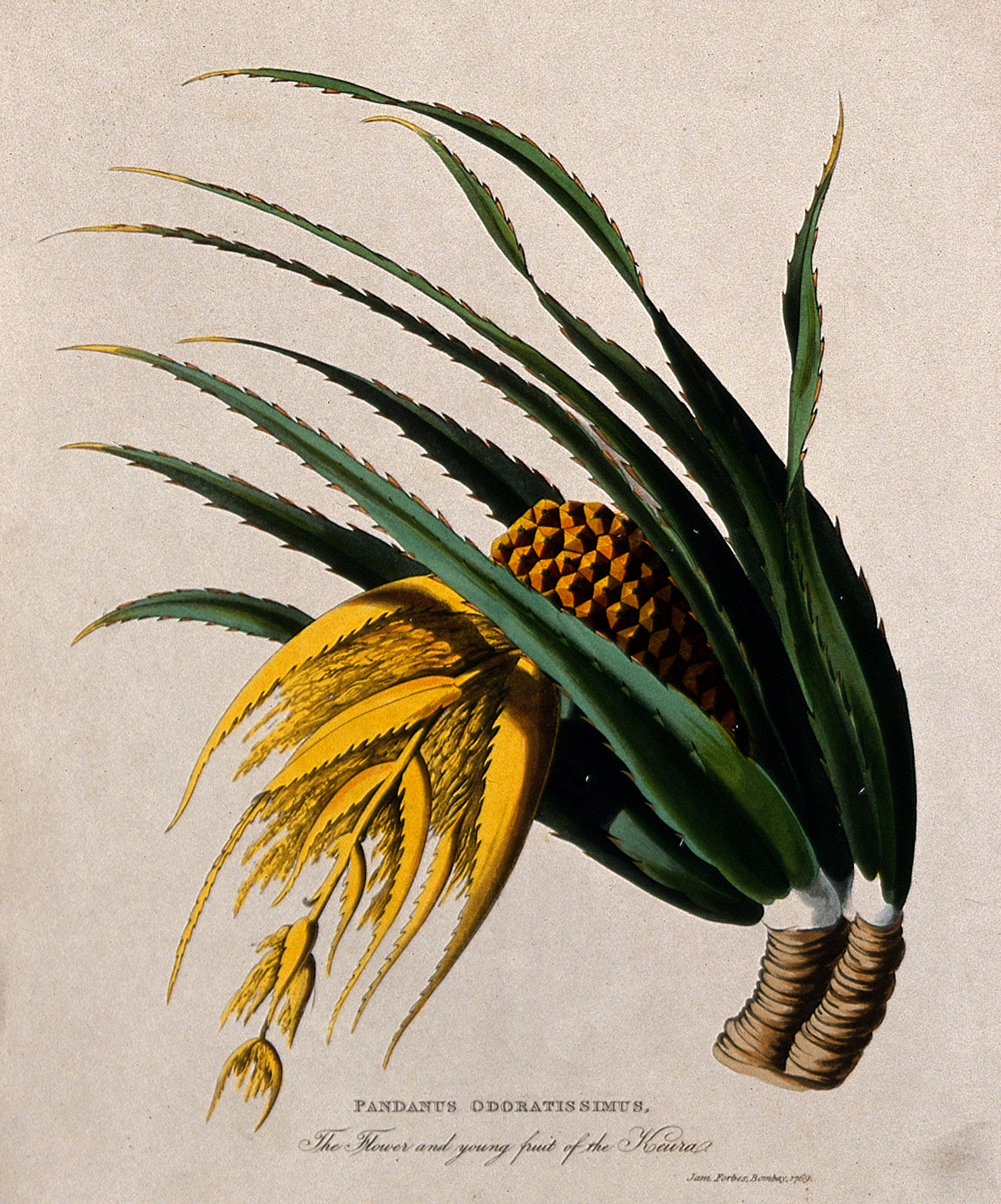
Пандан
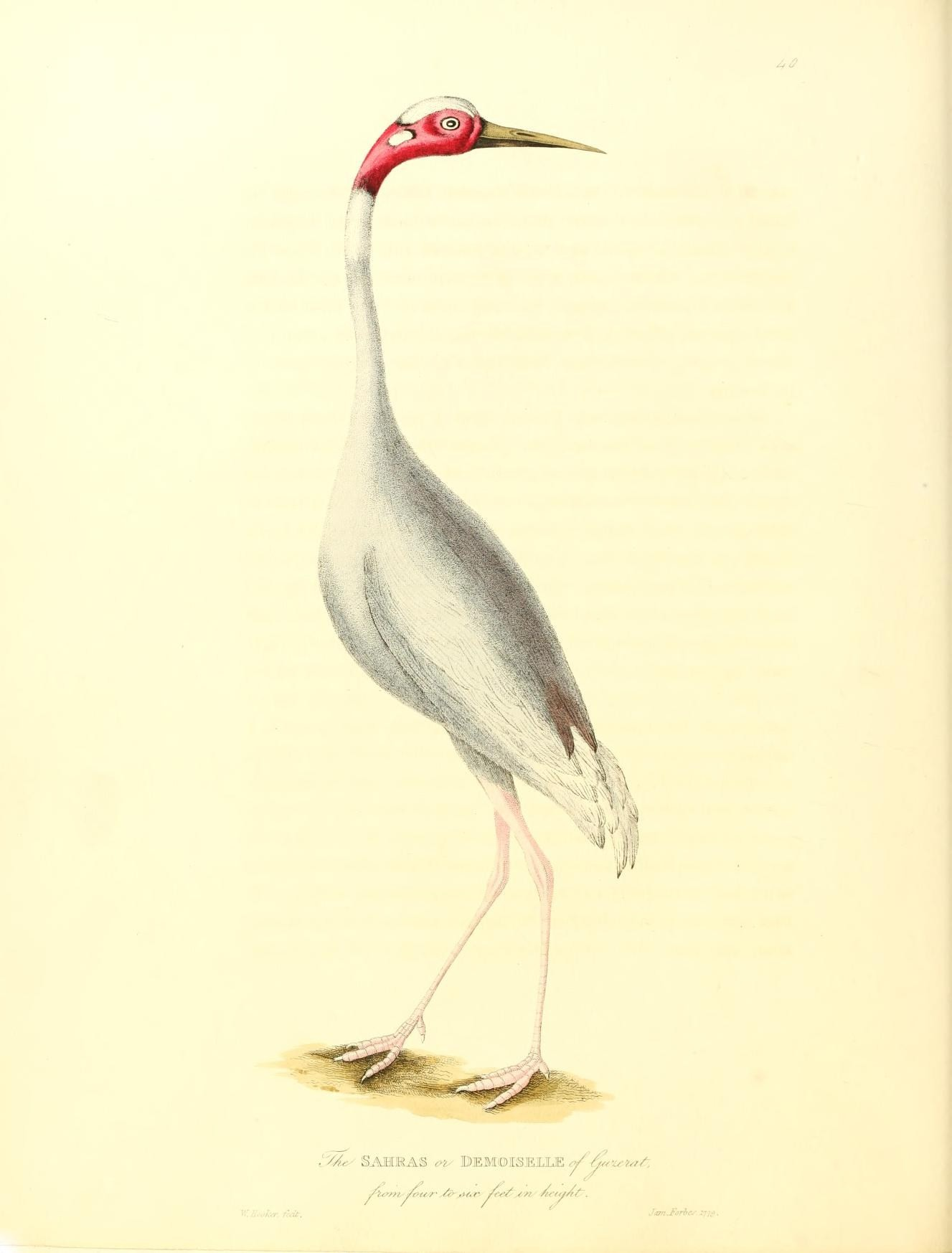
Индийский журавль
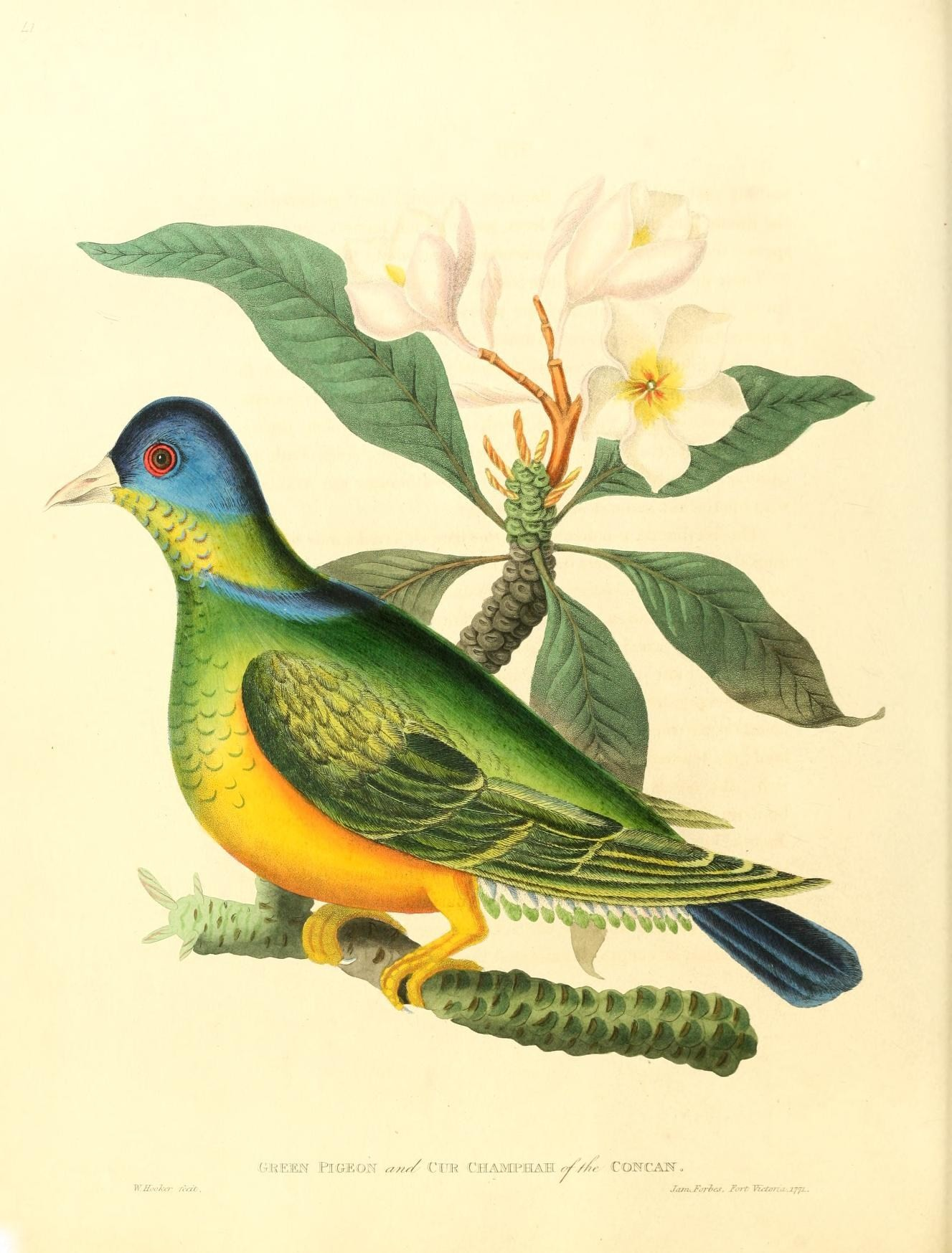
Тропический голубь
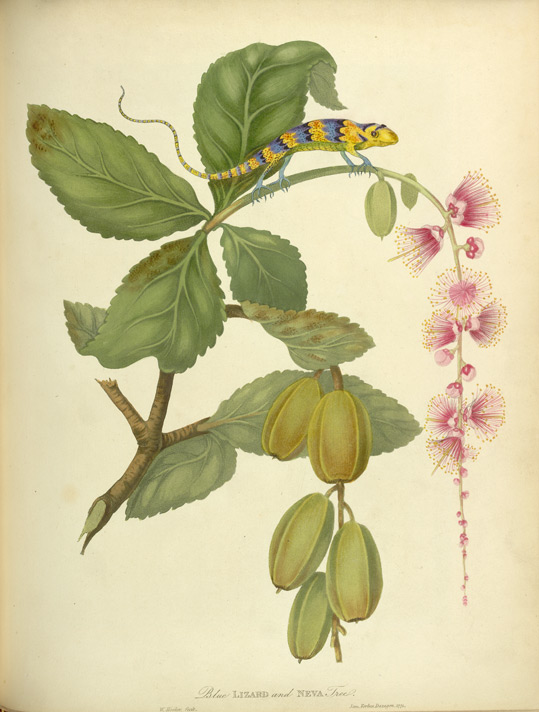
Ящерица на ветке
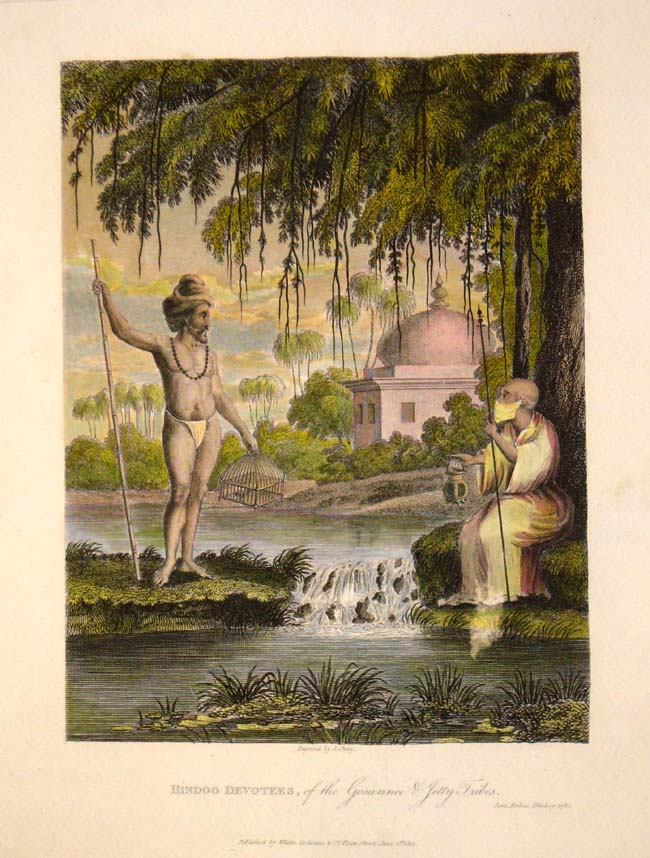
Индус и джайн
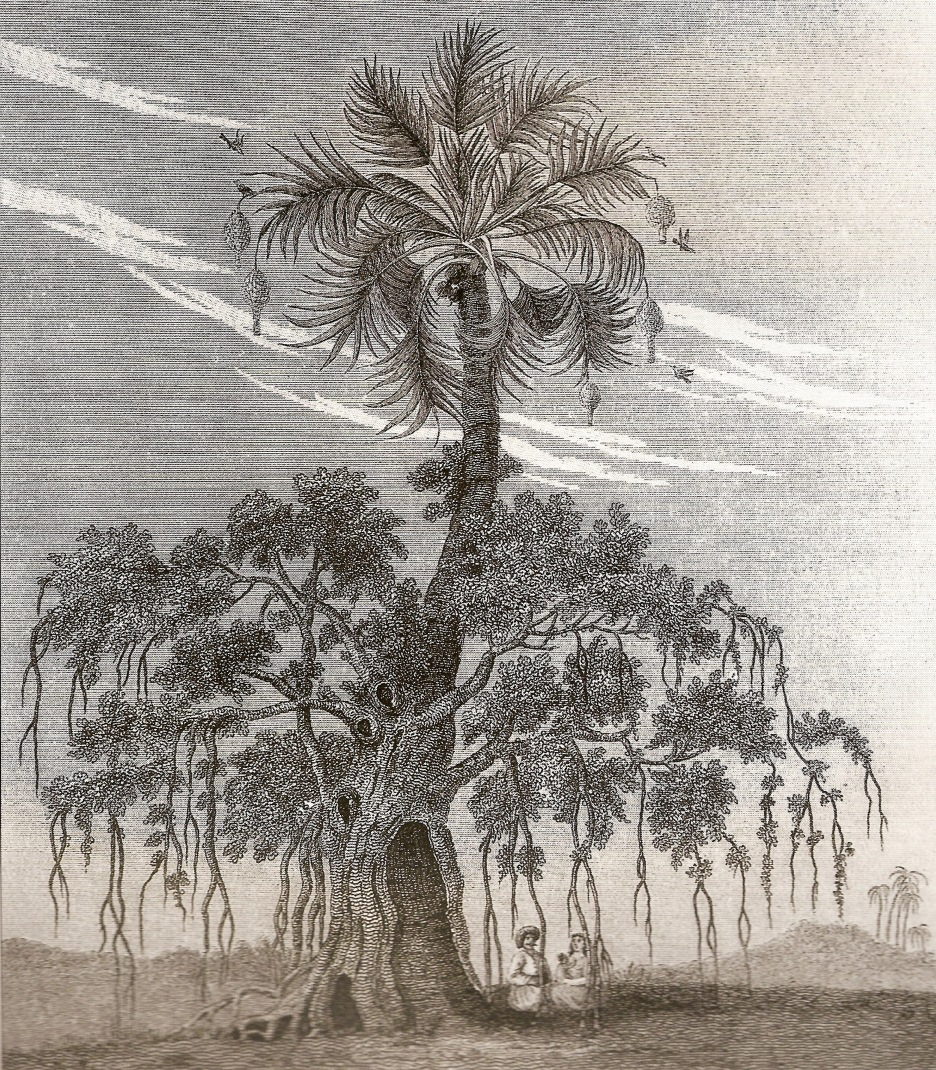
Пальмирская пальма, проросшая через баньян
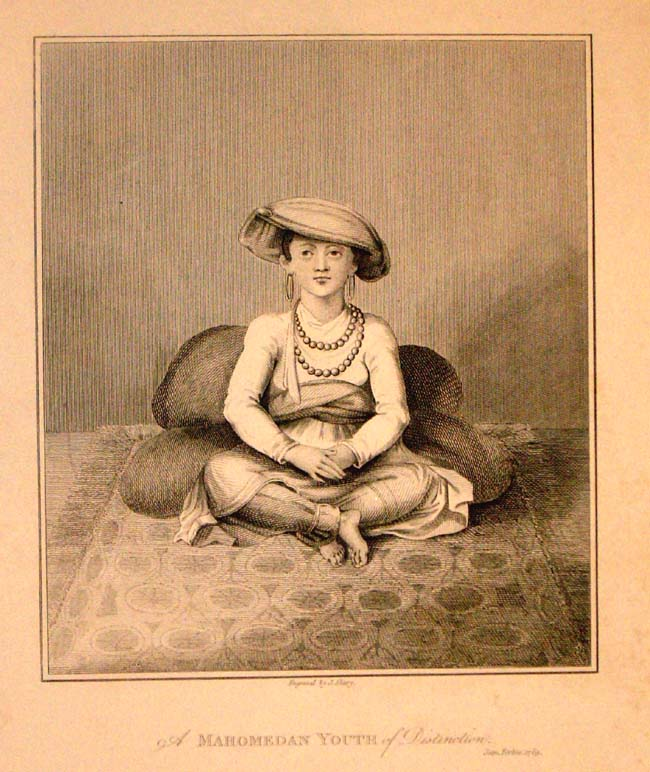
Юноша-мусульманин
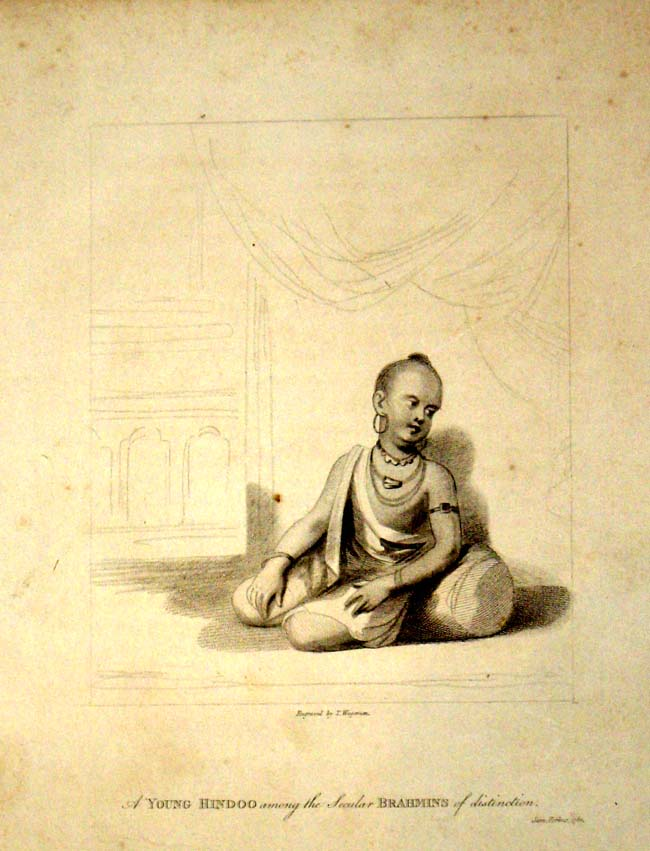
Мальчик-брахман
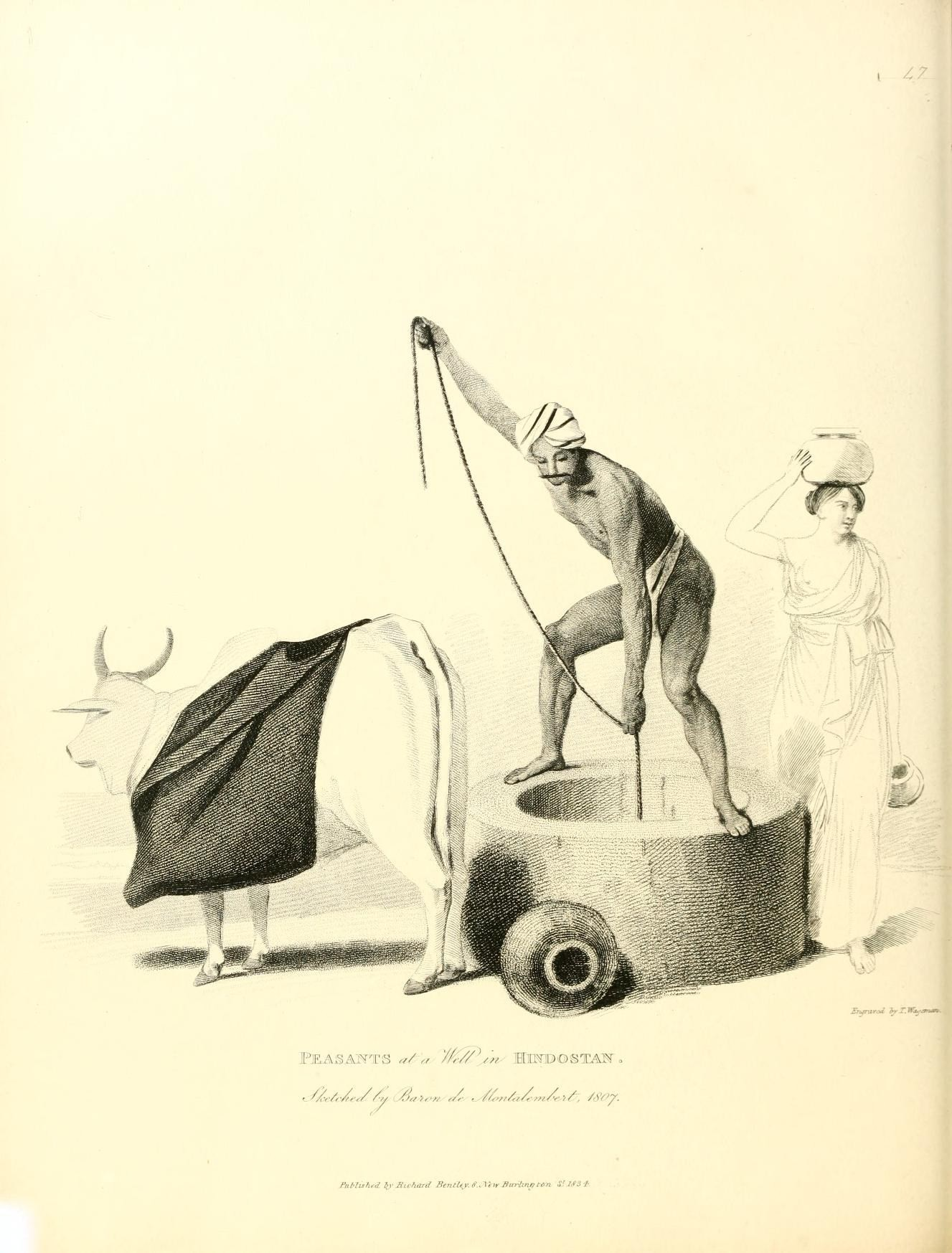
Колодец
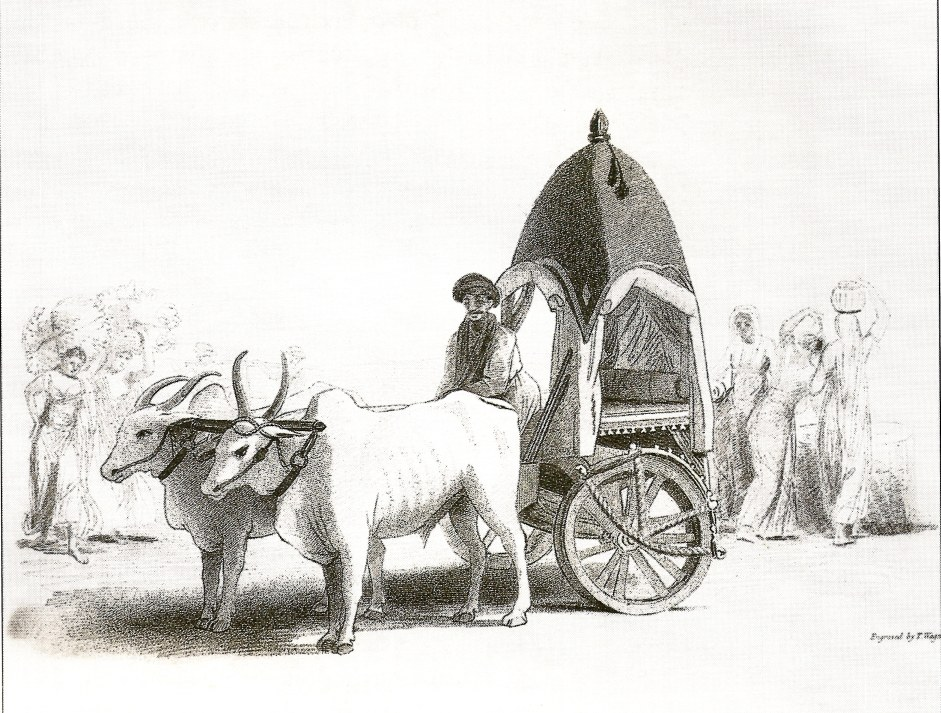
Повозка
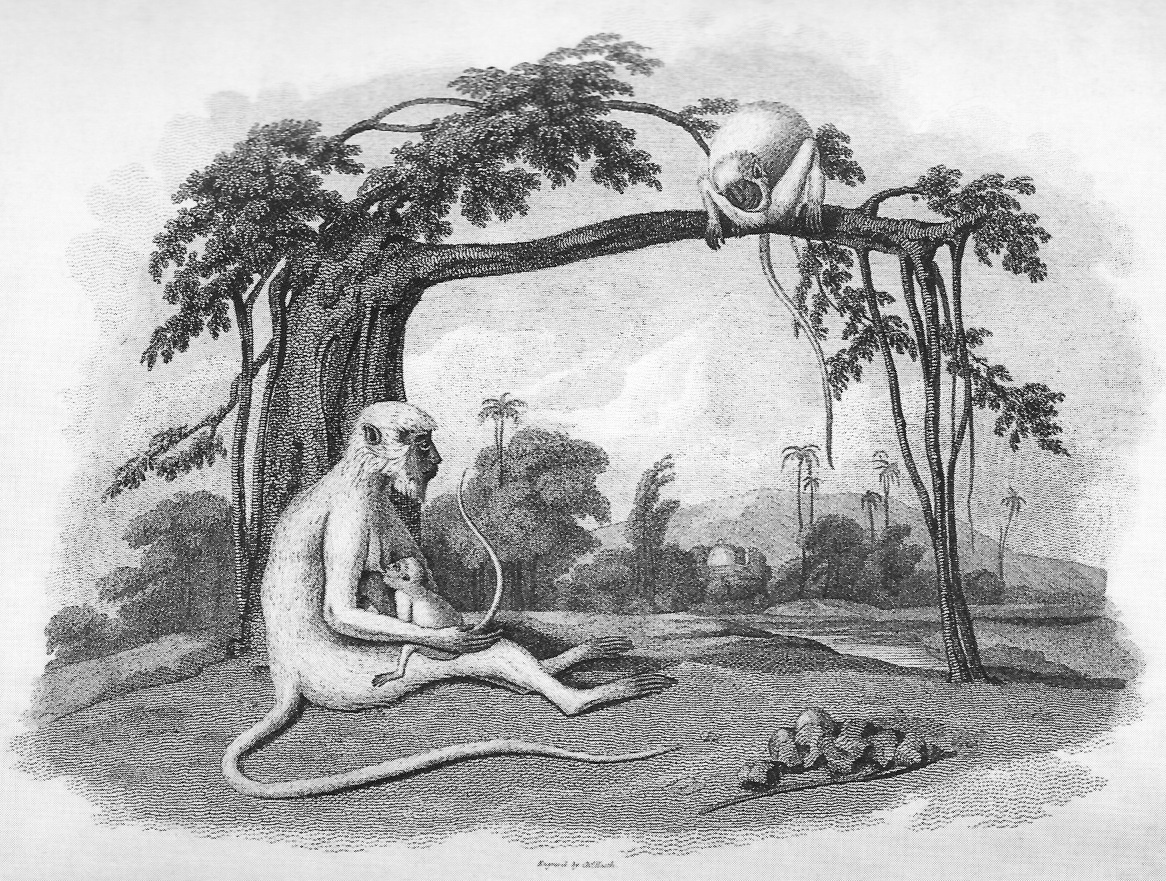
Семейство лангуров